# Sölch-Gletscher
Der Sölch-Gletscher ist ein Gletscher an der Loubet-Küste des Grahamlands im Norden der Antarktischen Halbinsel. Er fließt in westlicher Richtung zur Salmon Cove am Ostufer des Lallemand-Fjords.
Erste Luftaufnahmen entstanden zwischen 1956 und 1957 bei der Falkland Islands and Dependencies Aerial Survey Expedition. Das UK Antarctic Place-Names Committee benannte ihn 1960 nach dem österreichischen Geographen, Geologen und Glaziologen Johann Sölch (1883–1951).